# Nycteis
Nycteis is een geslacht van kevers uit de familie van de loopkevers (Carabidae). De wetenschappelijke naam van het geslacht is voor het eerst geldig gepubliceerd in 1835 door Castelnau.

## Soorten
Het geslacht Nycteis omvat de volgende soorten:
- Nycteis alluaudi (Jeannel, 1949)
- Nycteis apicalis (Fairmaire, 1904)
- Nycteis brevicollis Castelnau, 1834
- Nycteis chloroptera (Alluaud, 1936)
- Nycteis diegana (Jeannel, 1949)
- Nycteis lampra (Alluaud, 1936)
- Nycteis latiuscula Fairmaire, 1901
- Nycteis madagascariensis (Gory, 1833)
- Nycteis posticalis Fairmaire, 1901
- Nycteis posticula (Alluaud, 1936)
- Nycteis pustulata (Chaudoir, 1843)
- Nycteis scapulata Fairmaire, 1901
- Nycteis sicardi (Jeannel, 1949)
- Nycteis signatipennis (Chaudoir, 1869)
- Nycteis stellulata (Fairmaire, 1897)